# Incidente de Toranomon
O incidente de Toranomon (虎ノ門事件, Toranomon Jiken) foi uma tentativa de assassinato do regente Hirohito do Japão em 27 de dezembro de 1923 pelo comunista japonês Daisuke Nanba.
O incidente ocorreu no cruzamento de Toranomon entre o Palácio de Akasaka e a Dieta do Japão, no centro de Tóquio, no Japão. O príncipe herdeiro e regente Hirohito estava a caminho da abertura da 48ª Sessão da Dieta Imperial quando o jovem filho de um membro da Dieta, Daisuke Nanba, disparou uma pequena pistola contra sua carruagem. A bala quebrou uma janela da carruagem, ferindo um camareiro, mas Hirohito saiu ileso. A tentativa de Nanba foi motivada em parte por sua ideologia de esquerda, e também por um forte desejo de vingar a morte de Shūsui Kotoku, que havia sido executado por seu suposto papel no Incidente de Alta Traição de 1910. Ele também queria vingar os assassinatos de milhares de coreanos e esquerdistas japoneses no Massacre de Kanto.
Embora Nanba alegasse que ele era racional (uma visão acordada nos registros do tribunal), ele foi proclamado louco para o público, condenado à morte em 13 de novembro de 1924, e executado dois dias depois.
O primeiro-ministro Yamamoto Gonnohyōe assumiu a responsabilidade pelo lapso na segurança e renunciou junto com seu gabinete e vários outros altos funcionários.  Ele foi substituído pelo ainda mais conservador Kiyoura Keigo e um gabinete composto inteiramente por membros da Câmara dos Pares não associados a nenhum partido político. O Incidente de Toranomon foi citado mais tarde pelo governo como uma das justificativas para a Lei de Preservação da Paz de 1925.